# John Nellikunnel
John Nellikunnel (* 22. März 1973 in Kadaplamattom, Kerala) ist ein indischer Geistlicher und syro-malabarischer Bischof von Idukki.

## Leben
John Nellikunnel empfing am 30. Dezember 1998 das Sakrament der Priesterweihe.
Am 12. Januar 2018 ernannte ihn Papst Franziskus zum Bischof von Idukki. Der Großerzbischof von Ernakulam-Angamaly, George Kardinal Alencherry, spendete ihm am 5. April desselben Jahres die Bischofsweihe; Mitkonsekratoren waren der emeritierte Bischof von Idukki, Mathew Anikuzhikattil, und der Bischof von Kothamangalam, George Madathikandathil.